# Lágrimas y Gozos
«Lágrimas y Gozos» (ісп. «Радості та сльози») — сьомий альбом іспанського гурту Ska-P, випущений в 2008 році, після довгої перерви (близько 4-х років) і чуток про розпад команди, які розвіялися виходом цього альбому.

## Список пісень
1. «Ni Fu Ni Fa»
2. «El Libertador»
3. «Crimen Sollicitationis»
4. «Fuego y Miedo»
5. «La Colmena»
6. «Gasta Claus»
7. «El Imperio Caerá»
8. «Los Hijos Bastardos De La Globalización»
9. «Vándalo»
10. «El Tercero De La Foto»
11. «Decadencia»
12. «Qué Puedo Decir»
13. «Wild Spain»
14. «[Crimen Sollicitationis]»